# نووی بلتیر
نووی بلتیر (به لاتین: Novy Beltir) یک منطقهٔ مسکونی در روسیه است که در جمهوری آلتای واقع شده‌است.